# Seznam novozelandskih smučarjev
Seznam novozelandskih smučarjev.

## B
- Adam Barwood

## C
- Annelise Coberger

## F
- Willis Feasey

## G
- Benjamin Griffin

## H
- Mattias Hubrich
- Piera Hudson

## P
- Jamie Prebble
- Nick Prebble

## R
- Claudia Riegler
- Alice Robinson
- Simon Wi Rutene

## W
- Georgia Willinger